# シンシナティ・オープン
シンシナティ・オープン（英: Cincinnati Open）は、毎年8月中旬にアメリカ合衆国オハイオ州で開かれるテニストーナメントである。例年、グランドスラム大会年間最終戦の全米オープン直前の時期に開かれることから、全米オープン前哨戦の1つに位置づけされる。
2002年から2023年まで「ウエスタン・アンド・サザン・ファイナンシャル・グループ」（Western & Southern Financial Group）がタイトルスポンサーを務めていた。2024年より「シンシナティ・オープン」として開催される。

## 概要
第1回大会は1899年にシンシナティのエイボンデール・アスレチック・クラブで行われ、アメリカ国内で開催されるテニストーナメントとしては全米オープンに次いで古いトーナメントとして知られる。その歴史の中で、女子競技が1974年～1987年、1989年～2003年と2度にわたる長期間の中断があった。2000年より、本大会はATPツアーにおいて、年間9大会指定の「ATPマスターズ1000」に組み入れられた。
2020年はCOVID-19の影響により、全米オープンの会場を使用して8月下旬に行われた。
同年8月26日、バスケットや野球などのアメリカ・プロスポーツ界で、黒人男性が警官に撃たれたジェイコブ・ブレークへの銃撃事件に抗議するボイコットが一斉に発生。同日までに準決勝進出を決めていた大坂なおみも同調して試合のボイコットを表明した。事態を重く見た女子テニス協会（WTA）と男子プロテニス協会（ATP）もツアー日程の一時休止を発表。大坂は、協会の対応を見て準決勝棄権を撤回した。

## 大会歴代優勝者

### 男子シングルス
| 年     | 優勝者                     | 準優勝者                         | スコア                   |
| ------ | -------------------------- | -------------------------------- | ------------------------ |
| 1899年 | ナット・エマーソン         | ダドリー・サットフィン           | 8-6, 6-1, 10-8           |
| 1900年 | レイモンド・リトル         | ナット・エマーソン               | 6-2, 6-4, 6-2            |
| 1901年 | レイモンド・リトル         | クレイ・コリンズ                 | 2-6, 8-6, 6-4, 7-5       |
| 1902年 | レイモンド・リトル         | クレイ・コリンズ                 | 3-6, 6-8, 6-4, 6-1, 6-2  |
| 1903年 | クレイ・コリンズ           | レイモンド・リトル               | 11-9, 4-6, 6-1, 3-6, 6-4 |
| 1904年 | ビールズ・ライト           | ハリー・ウェイドナー             | 7-5, 6-0, 6-3            |
| 1905年 | ビールズ・ライト           | クレイ・コリンズ                 | 6-3, 7-5, 4-6, 7-9, 6-3  |
| 1906年 | ビールズ・ライト           | ロバート・ルロイ                 | 6-4, 6-4, 4-6, 4-6, 6-2  |
| 1907年 | ロバート・ルロイ           | ロバート・ショーンシー・シーバー | 8-6, 6-8, 6-2, 6-0       |
| 1908年 | ロバート・ルロイ           | ナット・エマーソン               | 6-0, 7-5, 6-4            |
| 1909年 | ロバート・ルロイ           | ナット・エマーソン               | 6-3, 3-6, 6-0, 1-6, 6-3  |
| 1910年 | リチャード・パーマー       | ウォレス・F・ジョンソン          | 11-9, 6-3, 6-4           |
| 1911年 | リチャード・パーマー       | リチャード・ビショップ           | 14-12, 6-4, 8-6          |
| 1912年 | グスタブ・タッチャード     | リチャード・パーマー             | 6-1, 6-2, 7-5            |
| 1913年 | ウィリアム・マッケルロイ   | グスタブ・タッチャード           | 不戦勝                   |
| 1914年 | ウィリアム・マッケルロイ   | ウィリアム・ホーグ               | 6-4, 1-6, 6-4, 6-2       |
| 1915年 | クラレンス・グリフィン     | ウィリアム・マッケルロイ         | 6-4, 6-3, 6-3            |
| 1916年 | ビル・ジョンストン         | クラレンス・グリフィン           | 不戦勝                   |
| 1917年 | フリッツ・バスチアン       | ジョン・マッケイ                 | 4-6, 6-4, 6-1, 6-2       |
| 1918年 | 開催中止                   | 開催中止                         | 開催中止                 |
| 1919年 | フリッツ・バスチアン       | ジョン・ヘネシー                 | 2-6, 6-4, 6-1, 6-4       |
| 1920年 | ジョン・ヘネシー           | ウォルター・ウェストブルック     | 8-10, 6-3, 6-3, 6-4      |
| 1921年 | 開催中止                   | 開催中止                         | 開催中止                 |
| 1922年 | ルイス・クーラー           | エドウィン・ハウプト             | 6-3, 6-1, 6-1            |
| 1923年 | ルイス・クーラー           | ポール・クンケル                 | 6-3, 6-3, 6-2            |
| 1924年 | ジョージ・ロット           | ポール・クンケル                 | 2-6, 13-11, 6-4, 6-3     |
| 1925年 | ジョージ・ロット           | ジュリアス・サガロフスキー       | 6-3, 7-5, 6-1            |
| 1926年 | ビル・チルデン             | ジョージ・ロット                 | 4-6, 6-3, 7-9, 6-4, 6-3  |
| 1927年 | ジョージ・ロット           | エメット・ペア                   | 6-4, 6-4, 6-2            |
| 1928年 | エメット・ペア             | ハリス・コッグスホール           | 2-6, 6-1, 6-4, 6-4       |
| 1929年 | ハーバート・ボウマン       | ジュリアス・セリグソン           | 2-6, 6-4, 6-4, 6-1       |
| 1930年 | フランク・シールズ         | エメット・ペア                   | 6-2, 6-4, 3-6, 2-6, 6-1  |
| 1931年 | クリフ・サッター           | ブルース・バーンズ               | 6-3, 6-2, 3-6, 6-3       |
| 1932年 | ジョージ・ロット           | フランク・パーカー               | 5-7, 6-2, 4-6, 6-0, 6-3  |
| 1933年 | ブライアン・グラント       | フランク・パーカー               | 11-9, 6-2, 1-6, 7-5      |
| 1934年 | ヘンリー・プルソフ         | アーサー・ヘンドリックス         | 6-3, 6-2, 4-6, 6-4       |
| 1935年 | 開催中止                   | 開催中止                         | 開催中止                 |
| 1936年 | ボビー・リッグス           | チャールズ・ハリス               | 6-1 6-3, 6-1             |
| 1937年 | ボビー・リッグス           | ジョン・マクディアミッド         | 6-3, 6-3, 4-6, 6-3       |
| 1938年 | ボビー・リッグス           | フランク・パーカー               | 6-1, 7-5, 6-3            |
| 1939年 | ブライアン・グラント       | フランク・パーカー               | 4-6, 6-3, 6-1, 2-6, 6-4  |
| 1940年 | ボビー・リッグス           | アーサー・マルクス               | 11-9, 6-2, 4-6, 6-8, 6-1 |
| 1941年 | フランク・パーカー         | ビル・タルバート                 | 6-2, 6-2, 6-4            |
| 1942年 | パンチョ・セグラ           | ビル・タルバート                 | 1-6, 6-2, 6-4, 12-10     |
| 1943年 | ビル・タルバート           | シーモア・グリーンバーグ         | 6-1, 6-2, 6-3            |
| 1944年 | パンチョ・セグラ           | ビル・タルバート                 | 9-11, 6-2, 7-5, 2-6, 7-5 |
| 1945年 | ビル・タルバート           | エルウッド・クック               | 6-2, 7-9, 6-2            |
| 1946年 | ニック・カーター           | ジョージ・リチャーズ             | 6-1, 6-1                 |
| 1947年 | ビル・タルバート           | ジョージ・ペロ                   | 6-1, 6-0, 6-0            |
| 1948年 | ハーバート・ベーレンス     | アービン・ドーフマン             | 7-5, 11-9, 2-6, 6-8, 6-4 |
| 1949年 | ジェームズ・ブリンク       | アーノルド・ソール               | 6-4, 6-8, 6-4, 6-0       |
| 1950年 | グレン・バセット           | ハミルトン・リチャードソン       | 6-2, 4-6, 6-1, 6-1       |
| 1951年 | トニー・トラバート         | ビル・タルバート                 | 5-7, 4-6, 6-4, 6-3, 6-4  |
| 1952年 | ノエル・ブラウン           | フレッド・ヘイグスト             | 6-4, 0-6, 2-0 途中棄権   |
| 1953年 | トニー・トラバート         | ハミルトン・リチャードソン       | 10-8, 6-3, 6-4           |
| 1954年 | ストレート・クラーク       | サム・ジアマルバ                 | 8-6, 6-1, 6-1            |
| 1955年 | バーナード・バーツェン     | トニー・トラバート               | 7-9, 11-9, 6-4           |
| 1956年 | エドワード・モイラン       | バーナード・バーツェン           | 6-0, 6-3, 6-3            |
| 1957年 | バーナード・バーツェン     | グラント・ゴールデン             | 6-4, 7-5, 6-4            |
| 1958年 | バーナード・バーツェン     | サム・ジアマルバ                 | 7-5, 6-3, 6-2            |
| 1959年 | ホイットニー・リード       | ドナルド・デル                   | 1-6, 7-5, 6-3, 6-3       |
| 1960年 | ミゲル・オルベラ           | クロフォード・ヘンリー           | 4-6, 9-7, 6-4            |
| 1961年 | アレン・フォックス         | ウィリアム・ルノアール           | 3-6, 8-6, 6-2, 6-1       |
| 1962年 | マーティー・リーセン       | アレン・フォックス               | 1-6, 6-2, 6-2, 6-3       |
| 1963年 | マーティー・リーセン       | ハーバート・フィッツギボン       | 6-1, 6-3, 7-5            |
| 1964年 | ハーバート・フィッツギボン | ロバート・ブライエン             | 6-1, 6-3, 6-1            |
| 1965年 | ウィリアム・ルノアール     | ハーバート・フィッツギボン       | 1-6, 6-3, 6-3, 9-7       |
| 1966年 | デビッド・パワー           | ウィリアム・ハリス               | 7-5, 3-6, 0-6, 6-1, 6-2  |
| 1967年 | ホアキン・ロヨ＝マヨ       | ハイメ・フィヨル                 | 8-6, 6-1                 |
| 1968年 | ウィリアム・ハリス         | トム・ゴーマン                   | 3-6, 6-2, 6-2            |
| 1969年 | クリフ・リッチー           | アラン・ストーン                 | 6-1, 6-2                 |
| 1970年 | ケン・ローズウォール       | クリフ・リッチー                 | 7-9, 9-7, 8-6            |
| 1971年 | スタン・スミス             | フアン・ヒスベルト               | 7-6, 6-3                 |
| 1972年 | ジミー・コナーズ           | ギリェルモ・ビラス               | 6-3, 6-3                 |
| 1973年 | イリ・ナスターゼ           | マニュエル・オランテス           | 5-7, 6-3, 6-4            |
| 1974年 | マーティー・リーセン       | ボブ・ルッツ                     | 7-6, 7-6                 |
| 1975年 | トム・ゴーマン             | シャーウッド・スチュワート       | 7-5, 2-6, 6-4            |
| 1976年 | ロスコー・タナー           | エディ・ディッブス               | 7-6, 6-3                 |
| 1977年 | ハロルド・ソロモン         | マーク・コックス                 | 6-2, 6-3                 |
| 1978年 | エディ・ディッブス         | ラウル・ラミレス                 | 5-7, 6-2, 6-2            |
| 1979年 | ピーター・フレミング       | ロスコー・タナー                 | 6-4, 6-2                 |
| 1980年 | ハロルド・ソロモン         | フランシスコ・ゴンザレス         | 7-6, 6-2                 |
| 1981年 | ジョン・マッケンロー       | クリス・ルイス                   | 6-3, 6-4                 |
| 1982年 | イワン・レンドル           | スティーブ・デントン             | 6-2, 7-6                 |
| 1983年 | マッツ・ビランデル         | ジョン・マッケンロー             | 6-4, 6-3                 |
| 1984年 | マッツ・ビランデル         | アンダース・ヤリード             | 7-6, 6-4                 |
| 1985年 | ボリス・ベッカー           | マッツ・ビランデル               | 6-4, 6-2                 |
| 1986年 | マッツ・ビランデル         | ジミー・コナーズ                 | 6-4, 6-1                 |
| 1987年 | ステファン・エドベリ       | ボリス・ベッカー                 | 6-4, 6-1                 |
| 1988年 | マッツ・ビランデル         | ステファン・エドベリ             | 3-6, 7-6, 7-6            |
| 1989年 | ブラッド・ギルバート       | ステファン・エドベリ             | 6-4, 2-6, 7-6            |
| 1990年 | ステファン・エドベリ       | ブラッド・ギルバート             | 6-1, 6-1                 |
| 1991年 | ギー・フォルジェ           | ピート・サンプラス               | 2-6, 7-6, 6-4            |
| 1992年 | ピート・サンプラス         | イワン・レンドル                 | 6-3, 3-6, 6-3            |
| 1993年 | マイケル・チャン           | ステファン・エドベリ             | 7-5, 0-6, 6-4            |
| 1994年 | マイケル・チャン           | ステファン・エドベリ             | 6-2, 7-5                 |
| 1995年 | アンドレ・アガシ           | マイケル・チャン                 | 7-5, 6-2                 |
| 1996年 | アンドレ・アガシ           | マイケル・チャン                 | 7-6, 6-4                 |
| 1997年 | ピート・サンプラス         | トーマス・ムスター               | 6-3, 6-4                 |
| 1998年 | パトリック・ラフター       | ピート・サンプラス               | 1-6, 7-6, 6-2            |
| 1999年 | ピート・サンプラス         | パトリック・ラフター             | 7-6, 6-3                 |
| 2000年 | トーマス・エンクビスト     | ティム・ヘンマン                 | 7-6, 6-4                 |
| 2001年 | グスタボ・クエルテン       | パトリック・ラフター             | 6-1, 6-3                 |
| 2002年 | カルロス・モヤ             | レイトン・ヒューイット           | 7-5, 7-6                 |
| 2003年 | アンディ・ロディック       | マーディ・フィッシュ             | 4-6, 7-6, 7-6            |
| 2004年 | アンドレ・アガシ           | レイトン・ヒューイット           | 6-3, 3-6, 6-2            |
| 2005年 | ロジャー・フェデラー       | アンディ・ロディック             | 6-3, 7-5                 |
| 2006年 | アンディ・ロディック       | フアン・カルロス・フェレーロ     | 6-3, 6-4                 |
| 2007年 | ロジャー・フェデラー       | ジェームズ・ブレーク             | 6-1, 6-4                 |
| 2008年 | アンディ・マリー           | ノバク・ジョコビッチ             | 7-6, 7-6                 |
| 2009年 | ロジャー・フェデラー       | ノバク・ジョコビッチ             | 6-1, 7-5                 |
| 2010年 | ロジャー・フェデラー       | マーディ・フィッシュ             | 6-7, 7-6, 6-4            |
| 2011年 | アンディ・マリー           | ノバク・ジョコビッチ             | 6-4, 3-0 途中棄権        |
| 2012年 | ロジャー・フェデラー       | ノバク・ジョコビッチ             | 6-0, 7-6(9-7)            |
| 2013年 | ラファエル・ナダル         | ジョン・イスナー                 | 7-6(10-8), 7-6(7-3)      |
| 2014年 | ロジャー・フェデラー       | ダビド・フェレール               | 6-3, 1-6, 6-2            |
| 2015年 | ロジャー・フェデラー       | ノバク・ジョコビッチ             | 7-6(7-1), 6-3            |
| 2016年 | マリン・チリッチ           | アンディ・マリー                 | 6-4, 7-5                 |
| 2017年 | グリゴール・ディミトロフ   | ニック・キリオス                 | 6-3, 7-5                 |
| 2018年 | ノバク・ジョコビッチ       | ロジャー・フェデラー             | 6-4, 6-4                 |
| 2019年 | ダニール・メドベージェフ   | ダビド・ゴファン                 | 7-6(7-3), 6-4            |
| 2020年 | ノバク・ジョコビッチ       | ミロシュ・ラオニッチ             | 1-6, 6-3, 6-4            |
| 2021年 | アレクサンダー・ズベレフ   | アンドレイ・ルブレフ             | 6-2, 6-3,                |
| 2022年 | ボルナ・チョリッチ         | ステファノス・チチパス           | 7-6(7-0), 6-2,           |
| 2023年 | ノバク・ジョコビッチ       | カルロス・アルカラス             | 5-7, 7-6(9-7), 7-6(7-4)  |
| 2024年 | ヤニック・シナー           | フランシス・ティアフォー         | 7-6(7-4), 6-2            |
| 2025年 | カルロス・アルカラス       | ヤニック・シナー                 | 5-0 途中棄権             |

### 女子シングルス
| 年            | 優勝者                       | 準優勝者                       | スコア                   |
| ------------- | ---------------------------- | ------------------------------ | ------------------------ |
| 1899年        | マートル・マカティアー       | ジュリエット・アトキンソン     | 7-5, 6-1, 4-6, 8-6       |
| 1900年        | マートル・マカティアー       | モード・バンクス               | 6-4, 6-8, 6-2, 6-3       |
| 1901年        | ワイノナ・クロスターマン     | ジュリエット・アトキンソン     | 6-2, 8-6, 6-1            |
| 1902年        | モード・バンクス             | ワイノナ・クロスターマン       | 6-2, 6-1                 |
| 1903年        | ワイノナ・クロスターマン     | マートル・マカティアー         | 6-1, 5-7, 6-4            |
| 1904年        | マートル・マカティアー       | ワイノナ・クロスターマン       | 7-5, 6-3                 |
| 1905年        | メイ・サットン               | マートル・マカティアー         | 6-0, 6-0                 |
| 1906年        | メイ・サットン               | フローレンス・サットン         | 7-5, 6-2                 |
| 1907年        | メイ・サットン               | マーサ・キンゼイ               | 6-1, 6-1                 |
| 1908年        | マーサ・キンゼイ             | マージョリー・ドッド           | 4-6, 8-6, 6-2            |
| 1909年        | エディット・ハンナム         | マーサ・キンゼイ               | 6-3, 6-1                 |
| 1910年        | ミリアム・スティーバー       | レア・フェアボーン             | 4-6, 8-6, 6-0            |
| 1911年        | マージョリー・ドッド         | ヘレン・マクローリン           | 6-0, 6-2                 |
| 1912年        | マージョリー・ドッド         | メイ・サットン                 | 不戦勝                   |
| 1913年        | ルース・サンダース           | マージョリー・ドッド           | 6-2, 6-3                 |
| 1914年        | ルース・サンダース           | キャサリン・ブラウン           | 7-5, 5-7, 6-2            |
| 1915年        | モーラ・ビュルステット       | ルース・サンダース             | 6-0, 6-4                 |
| 1916年        | マーサ・ガスリー             | マルグリット・デービス         | 6-2, 2-6, 6-1            |
| 1917年        | キャサリン・ブラウン         | ウィリス・アダムズ夫人         | 7-5, 0-6, 6-4            |
| 1918年        | 開催中止                     | 開催中止                       | 開催中止                 |
| 1919年        | 女子部門実施なし             | 女子部門実施なし               | 女子部門実施なし         |
| 1920年        | ルース・サンダース           | ルース・キング                 | 6-1, 6-0                 |
| 1921年        | 開催中止                     | 開催中止                       | 開催中止                 |
| 1922年        | ルース・サンダース           | オルガ・ストラシャン           | 6-3, 6-4                 |
| 1923年        | ルース・サンダース           | クララ・ルイーズ・ジンケ       | 6-0, 7-5                 |
| 1924年        | オルガ・ストラシャン         | クララ・ルイーズ・ジンケ       | 6-4, 6-2                 |
| 1925年        | マリオン・レイトン           | クララ・ルイーズ・ジンケ       | 6-3, 6-2                 |
| 1926年        | クララ・ルイーズ・ジンケ     | オルガ・ストラシャン           | 6-2, 6-2                 |
| 1927年        | クララ・ルイーズ・ジンケ     | マリオン・レイトン             | 6-4, 4-6, 4-1 途中棄権   |
| 1928年        | ミッジ・グラッドマン         | クララ・ルイーズ・ジンケ       | 6-4, 6-4                 |
| 1929年        | クララ・ルイーズ・ジンケ     | ルース・リーゼ                 | 6-2, 6-3                 |
| 1930年        | クララ・ルイーズ・ジンケ     | ルース・リーゼ                 | 6-2, 6-4                 |
| 1931年        | クララ・ルイーズ・ジンケ     | ルース・リーゼ                 | 6-1, 6-1                 |
| 1932年        | ドロシー・ワイゼル・ハック   | クララ・ルイーズ・ジンケ       | 6-1, 6-0                 |
| 1933年        | ミュリエル・アダムズ         | ヘレン・フルトン               | 6-4, 6-4                 |
| 1934年        | グラシン・ホイーラー         | エスター・バートッシュ         | 不戦勝                   |
| 1935年        | 開催中止                     | 開催中止                       | 開催中止                 |
| 1936年        | リラ・ポーター               | バージニア・ホリンガー         | 6-4, 6-3                 |
| 1937年        | バージニア・ホリンガー       | モニカ・ノーラン               | 6-3, 6-2                 |
| 1938年        | バージニア・ホリンガー       | マーガレット・ジェシー         | 8-6, 1-6, 6-0            |
| 1939年        | キャサリン・ウルフ           | バージニア・ホリンガー         | 6-2, 6-3                 |
| 1940年        | アリス・マーブル             | グラシン・ホイーラー           | 6-3, 6-4                 |
| 1941年        | ポーリーン・ベッツ           | メアリー・アーノルド           | 6-4, 6-3                 |
| 1942年        | キャサリン・ウルフ           | モニカ・ノーラン               | 6-4, 6-1                 |
| 1943年        | ポーリーン・ベッツ           | キャサリン・ウルフ             | 6-0, 6-2                 |
| 1944年        | ドロシー・バンディ           | ポーリーン・ベッツ             | 7-5, 6-4                 |
| 1945年        | ポーリーン・ベッツ           | ドロシー・バンディ             | 6-2, 6-0                 |
| 1946年        | バージニア・コバックス       | シャーリー・フライ             | 6-4, 6-1                 |
| 1947年        | ベティ・ローゼンクイスト     | ベティ・フルバート・ジェームズ | 9-7, 6-2                 |
| 1948年        | ドロシー・ヘッド             | メルセデス・ルイス             | 6-4, 6-4                 |
| 1949年        | マグダ・ルラック             | ベバリー・ベーカー             | 6-4, 2-6, 6-0            |
| 1950年        | ベバリー・ベーカー           | マグダ・ルラック               | 5-7, 6-3, 9-7            |
| 1951年        | パトリシア・カニング・トッド | マグダ・ルラック               | 6-3, 6-4                 |
| 1952年        | アニタ・カンター             | ドリス・ポップル               | 6-0, 6-1                 |
| 1953年        | テルマ・コイン・ロング       | アニタ・カンター               | 7-5, 6-2                 |
| 1954年        | ルイーズ・フェリックス       | エセル・ノートン               | 6-1, 6-3                 |
| 1955年        | ミミ・アーノルド             | バーバラ・ブレイト             | 6-4, 6-3                 |
| 1956年        | ヨラ・ラミレス               | メアリー・アン・ミッチェル     | 7-5, 6-1                 |
| 1957年        | ルイーズ・フェリックス       | パット・ノード                 | 7-5, 2-6, 7-5            |
| 1958年        | グウィン・トーマス           | マルタ・ヘルナンデス           | 6-1, 6-2                 |
| 1959年        | ドナ・フロイド               | キャロル・ハンクス             | 5-7, 6-2, 6-4            |
| 1960年        | キャロル・ハンクス           | ファレル・フットマン           | 6-2, 4-6, 6-3            |
| 1961年        | ピーチー・ケルメイヤー       | キャロル・コールドウェル       | 3-6, 12-10, 7-5          |
| 1962年        | ジュリー・ヘルドマン         | ロバータ・アリソン             | 6-4, 6-4                 |
| 1963年        | ステファニー・デフィーナ     | ピーチズ・バルトコビッツ       | 7-5, 6-2                 |
| 1964年        | ジーン・ダニロビッチ         | アリス・ティム                 | 6-1, 6-2                 |
| 1965年        | ステファニー・デフィーナ     | ロバータ・アリソン             | 10-8, 5-7, 6-4           |
| 1966年        | ピーチズ・バルトコビッツ     | ピーチー・ケルメイヤー         | 6-3, 6-3                 |
| 1967年        | ピーチズ・バルトコビッツ     | パッツィー・リッピー           | 6-4, 6-1                 |
| 1968年        | リンダ・トゥエロ             | トーリー・フレッツ             | 6-1, 6-2                 |
| 1969年        | レスリー・ターナー・ボウリー | ゲイル・シェリフ               | 1-6, 7-5, 10-10 途中棄権 |
| 1970年        | ロージー・カザルス           | ナンシー・リッチー             | 6-3, 6-3                 |
| 1971年        | バージニア・ウェード         | リンダ・トゥエロ               | 6-3, 6-3                 |
| 1972年        | マーガレット・スミス・コート | イボンヌ・グーラゴング         | 3-6, 6-2, 7-5            |
| 1973年        | イボンヌ・グーラゴング       | クリス・エバート               | 6-2, 7-5                 |
| 1974年-1987年 | 女子部門実施なし             | 女子部門実施なし               | 女子部門実施なし         |
| 1988年        | バーバラ・ポッター           | ヘレン・ケレシ                 | 6-2, 6-2                 |
| 1989年-2003年 | 女子部門実施なし             | 女子部門実施なし               | 女子部門実施なし         |
| 2004年        | リンゼイ・ダベンポート       | ベラ・ズボナレワ               | 6-3, 6-2                 |
| 2005年        | パティ・シュナイダー         | 森上亜希子                     | 6-4, 6-0                 |
| 2006年        | ベラ・ズボナレワ             | カタリナ・スレボトニク         | 6-2, 6-4                 |
| 2007年        | アンナ・チャクベタゼ         | 森上亜希子                     | 6-1, 6-3                 |
| 2008年        | ナディア・ペトロワ           | ナタリー・ドシー               | 6-2, 6-1                 |
| 2009年        | エレナ・ヤンコビッチ         | ディナラ・サフィナ             | 6-4, 6-2                 |
| 2010年        | キム・クライシュテルス       | マリア・シャラポワ             | 2-6, 7-6, 6-2            |
| 2011年        | マリア・シャラポワ           | エレナ・ヤンコビッチ           | 4-6, 7-6, 6-3            |
| 2012年        | 李娜                         | アンゲリク・ケルバー           | 1-6, 6-3, 6-1            |
| 2013年        | ビクトリア・アザレンカ       | セリーナ・ウィリアムズ         | 2-6, 6-2, 7-6(8-6)       |
| 2014年        | セリーナ・ウィリアムズ       | アナ・イバノビッチ             | 6-4, 6-1                 |
| 2015年        | セリーナ・ウィリアムズ       | シモナ・ハレプ                 | 6-3, 7-6(7-5)            |
| 2016年        | カロリナ・プリスコバ         | アンゲリク・ケルバー           | 6-3, 6-1                 |
| 2017年        | ガルビネ・ムグルサ           | シモナ・ハレプ                 | 6-1, 6-0                 |
| 2018年        | キキ・ベルテンス             | シモナ・ハレプ                 | 2-6, 7-6(8-6), 6-2       |
| 2019年        | マディソン・キーズ           | スベトラーナ・クズネツォワ     | 7-5, 7-6(7-5)            |
| 2020年        | ビクトリア・アザレンカ       | 大坂なおみ                     | 不戦勝                   |
| 2021年        | アシュリー・バーティ         | ジル・テイヒマン               | 6-3, 6-1                 |
| 2022年        | キャロリン・ガルシア         | ペトラ・クビトバ               | 6-2, 6-4                 |
| 2023年        | コリ・ガウフ                 | カロリナ・ムホバ               | 6-3, 6-4                 |
| 2024年        | アリーナ・サバレンカ         | ジェシカ・ペグラ               | 6-3, 7-5                 |
| 2025年        | イガ・シフィオンテク         | ジャスミン・パオリーニ         | 7-5, 6-4                 |

### 男子ダブルス
| 年     | 優勝者                                                                           | 準優勝者                                                                         | スコア                             |
| ------ | -------------------------------------------------------------------------------- | -------------------------------------------------------------------------------- | ---------------------------------- |
| 1899年 | ナット・エマーソン バートン・ホリスター                                          | C・D・W・ハルシー L・H・ターナー                                                 | 2-6, 6-4, 6-4, 6-3                 |
| 1900年 | フレッド・アレクサンダー レイモンド・リトル                                      | ナット・エマーソン アーネスト・ディール                                          | 6-1, 6-4, 6-3                      |
| 1901年 | フレッド・アレクサンダー レイモンド・リトル                                      | クレイ・コリンズ ハリー・ウェイドナー                                            | 6-4, 6-3, 6-4                      |
| 1902年 | ナット・エマーソン アーネスト・ディール                                          | ロイヤル・ミラー リンカーン・ミッチェル                                          | 3-6, 4-6, 7-5, 6-4, 6-3            |
| 1903年 | ナット・エマーソン アーネスト・ディール                                          | クレイ・コリンズ ハリー・ウェイドナー                                            | 2-6, 7-5, 6-2, 6-3                 |
| 1904年 | ロバート・ルロイ レイモンド・リトル                                              | ビールズ・ライト エドガー・レナード                                              | 6-2, 6-2, 6-4                      |
| 1905年 | ロバート・ルロイ レイモンド・リトル                                              | ナット・エマーソン ロバート・ミッチェル                                          | 6-4, 6-2, 6-4                      |
| 1906年 | カール・ベア レイモンド・リトル                                                  | ウィリアム・ハント トラックス・エマーソン                                        | 6-4, 8-6, 6-3                      |
| 1907年 | ナット・エマーソン レイモンド・リトル                                            | ロバート・ルロイ アービング・ライト                                              | 5-7, 7-5, 3-6, 6-2, 6-2            |
| 1908年 | ナット・エマーソン ウィリアム・ハント                                            | ネルソン・ピーブルズ ウィリアム・ホップル                                        | 6-3, 6-2, 1-6, 6-3                 |
| 1909年 | リチャード・パーマー カールトン・ガードナー                                      | トラックス・エマーソン ルーベン・ホールデン                                      | 3-6, 6-3, 6-4, 6-0                 |
| 1910年 | リチャード・パーマー ウォレス・F・ジョンソン                                     | リチャード・ビショップ アーサー・スウィーツァー                                  | 8-6, 6-4, 4-6, 6-8, 6-3            |
| 1911年 | リチャード・ビショップ ヘンリー・ジョンソン                                      | リチャード・パーマー ウォレス・F・ジョンソン                                     | 6-8, 6-2, 6-2, 6-1                 |
| 1912年 | トラックス・エマーソン ルーベン・ホールデン                                      | クリフ・ロックホーン ウィリアム・ホップル                                        | 6-3, 8-6, 6-3                      |
| 1913年 | ウィリアム・マッケルロイ ジョセフ・アームストロング                              | クリフ・ロックホーン ウィリアム・ホップル                                        | 6-4, 10-8, 4-6, 6-4                |
| 1914年 | J・C・マックレル カレン・トーマス                                                | ガービン・ブラウン ロバート・フェイリー                                          | 6-1, 6-0, 6-2                      |
| 1915年 | ビル・ジョンストン クラレンス・グリフィン                                        | トラックス・エマーソン ルーベン・ホールデン                                      | 8-6, 5-7, 6-1, 6-4                 |
| 1916年 | ビル・ジョンストン クラレンス・グリフィン                                        | ウィリス・デービス ディーン・メーシー                                            | 8-6, 5-7, 6-2, 5-7, 8-6            |
| 1917年 | ジョン・ヘネシー アルブレヒト・キップ                                            | フリッツ・バスチアン マイロン・コーン                                            | 3-6, 0-6, 6-0, 6-2, 6-3            |
| 1918年 | 開催中止                                                                         | 開催中止                                                                         | 開催中止                           |
| 1919年 | ポール・ボリーズ アルフレッド・ウェラー                                          | フリッツ・バスチアン アルブレヒト・キップ                                        | 6-4, 2-6, 3-6, 6-2, 8-6            |
| 1920年 | ジョン・ヘネシー フリッツ・バスチアン                                            | ウォルター・ウェストブルック ケネス・シモンズ                                    | 6-3, 6-4, 2-6, 5-7, 6-2            |
| 1921年 | 開催中止                                                                         | 開催中止                                                                         | 開催中止                           |
| 1922年 | トラックス・エマーソン ルーベン・ホールデン                                      | ポール・クンケル レイモンド・クンケル                                            | 結果残存せず                       |
| 1923年 | ハワード・コーズ ルイス・クーラー                                                | エドウィン・ハウプト シドニー・ニューマン                                        | 6-3, 6-2, 6-4                      |
| 1924年 | ジョージ・ロット ジャック・ハリス                                                | ポール・クンケル チャールズ・ガーランド                                          | 6-3, 7-9, 6-4, 6-3                 |
| 1925年 | ジョージ・ロット トーマス・マグリン                                              | トラックス・エマーソン ルーベン・ホールデン                                      | 6-4, 3-6, 6-1, 4-6, 6-1            |
| 1926年 | フランシスコ・アラゴン ギレルモ・アラゴン                                        | ポール・クンケル レイモンド・クンケル                                            | 6-2, 1-6, 14-12, 6-1               |
| 1927年 | ポール・クンケル レイモンド・クンケル                                            | ジョージ・ロット トーマス・ジョンソン                                            | 7-5, 7-5, 6-2                      |
| 1928年 | ジョン・バー ジェームズ・クイック                                                | カール・カムラス ブルース・バーンズ                                              | 3-6, 7-9, 6-1, 9-7, 6-2            |
| 1929年 | ハーバート・ボウマン エメット・ペア                                              | ジョージ・ジェニングス フレッド・ロイヤー                                        | 4-6, 6-2, 6-2, 6-8, 6-4            |
| 1930年 | クリフ・サッター モーリス・バヨン                                                | ジョージ・ジェニングス ウィルバー・ブラウト                                      | 3-6, 6-3, 6-2, 6-2                 |
| 1931年 | カール・カムラス ブルース・バーンズ                                              | クリフ・サッター モーリス・バヨン                                                | 6-3, 6-0, 2-6, 6-3                 |
| 1932年 | ギルバート・ホール フレッド・マーカー                                            | クランストン・ホルマン ルーベン・ホールデン                                      | 6-4, 6-0, 6-3                      |
| 1933年 | ブライアン・グラント フランク・マーカー                                          | ジョン・マクディアミッド ロバート・ブライアン                                    | 2-6, 7-5, 7-5 12-14, 6-4           |
| 1934年 | ウォルター・マーティン マルセル・レインビル                                      | カール・カムラス ヘンリー・プルソフ                                              | 雨天中止                           |
| 1935年 | 開催中止                                                                         | 開催中止                                                                         | 開催中止                           |
| 1936年 | ジョン・マクディアミッド ユージン・マコーリフ                                    | ボビー・リッグス ウェイン・サビン                                                | 6-3, 6-3, 7-5                      |
| 1937年 | ジョン・マクディアミッド ユージン・マコーリフ                                    | ウィリアム・ハーディー ジョージ・ペロ                                            | 6-1, 6-2, 6-4                      |
| 1938年 | ボビー・リッグス チャールズ・ヘア                                                | ロナルド・ルビン テッド・オレウィン                                              | 6-1, 6-1, 6-1                      |
| 1939年 | ブライアン・グラント エド・アルー                                                | フランク・パーカー テッド・オレウィン                                            | 6-4, 6-3, 6-4                      |
| 1940年 | ボビー・リッグス チャールズ・ヘア                                                | ロナルド・ルビン フランク・フローリング                                          | 6-4, 8-6, 6-4                      |
| 1941年 | フランク・パーカー ジーン・マコ                                                  | ビル・タルバート エド・アルー                                                    | 6-2, 6-3                           |
| 1942年 | フレッド・コバレスキー パンチョ・セグラ                                          | ギルバート・ホール アレホ・ラッセル                                              | 6-2, 6-1 （3セット・マッチに短縮） |
| 1943年 | ビル・タルバート アルビン・バニス                                                | シーモア・グリーンバーグ ジョー・シャー                                          | 6-4, 6-2                           |
| 1944年 | ビル・タルバート パンチョ・セグラ                                                | クライド・テーラー チャルマーズ・ラトリフ                                        | 6-0, 6-0                           |
| 1945年 | ビル・タルバート ハル・サーフェス                                                | エルウッド・クック サラ・ポールフリー・クック                                    | 6-2, 6-2                           |
| 1946年 | ノーマン・ブルックス ニック・カーター                                            | グレン・ガードナー ジョージ・ボール                                              | 6-4, 6-1                           |
| 1947年 | ビル・タルバート モーリー・ルイス                                                | ジョージ・ペロ リチャード・ハート                                                | 6-4, 6-4                           |
| 1948年 | パンチョ・ゴンザレス アービン・ドーフマン                                        | ハーバート・ベーレンス ガードナー・ラーネッド                                    | 不戦勝                             |
| 1949年 | トニー・トラバート アンディ・ペイトン                                            | ギル・シー アーノルド・ソール                                                    | 6-4, 10-12, 6-0                    |
| 1950年 | ジョージ・リチャーズ ハミルトン・リチャードソン                                  | チャールズ・デボー ギルバート・ボグリー                                          | 7-5, 6-3                           |
| 1951年 | ビル・タルバート トニー・トラバート                                              | グラント・ゴールデン ヒュー・スチュワート                                        | 6-4, 6-1                           |
| 1952年 | ノエル・ブラウン ヒュー・スチュワート                                            | フランシスコ・コントレラス サム・ジアマルバ                                      | 6-3, 6-4, 6-3                      |
| 1953年 | トニー・トラバート ハミルトン・リチャードソン                                    | エド・カウダー ロビン・ウィルナー                                                | 6-1, 6-2                           |
| 1954年 | ビル・タルバート ストレート・クラーク                                            | アル・ハルム エド・ルビノフ                                                      | 6-3, 6-2, 6-0                      |
| 1955年 | トニー・トラバート / バーナード・バーツェン vs バリー・マッケイ / ハル・バロウズ | トニー・トラバート / バーナード・バーツェン vs バリー・マッケイ / ハル・バロウズ | 試合なし                           |
| 1956年 | グラント・ゴールデン バーナード・バーツェン                                      | レイナルド・ガリド ヨハン・クプファーバーガー                                    | 4-6, 6-2, 6-4, 6-2                 |
| 1957年 | グラント・ゴールデン ビル・キラン                                                | アート・アンドリュース クロフォード・ヘンリー                                    | 6-3, 6-4                           |
| 1958年 | グラント・ゴールデン バーナード・バーツェン                                      | アレックス・オルメド サム・ジアマルバ                                            | 6-3, 6-4                           |
| 1959年 | ジョン・パウレス ジョン・スコグスタッド                                          | グラント・ゴールデン ホイットニー・リード                                        | 2-6, 6-4, 8-6                      |
| 1960年 | ジョン・クラストン ジョン・ダグラス                                              | ビル・ボンド ルディ・ヘルナンド                                                  | 7-5, 10-8                          |
| 1961年 | マーティー・リーセン ラムジー・アーンハート                                      | ビル・フッグス ジム・マクマヌス                                                  | 7-5, 9-7                           |
| 1962年 | ビル・フッグス ジム・マクマヌス                                                  | ブッチ・ニューマン フランク・フローリング                                        | 8-6, 6-1                           |
| 1963年 | マーティー・リーセン クラーク・グレーブナー                                      | ジェリー・モス ノーマン・ペリー                                                  | 6-4, 6-3                           |
| 1964年 | ブッチ・ニューマン アンディ・ロイド                                              | ジャッキー・クーパー ミッキー・シャド                                            | 4-6, 6-2, 6-1                      |
| 1965年 | デーブ・パワー ジョン・ピッキンズ                                                | ブッチ・ニューマン ハーバート・フィッツギボン                                    | 6-1, 6-2                           |
| 1966年 | ホアキン・ロヨ＝マヨ ハイメ・フィヨル                                            | ボブ・ポットハスト ディック・リーチ                                              | 6-4, 6-4                           |
| 1967年 | ヤシット・シン ビル・ブラウン                                                    | トム・ゴーマン リチャード・ナイト                                                | 6-1, 9-7                           |
| 1968年 | ロン・ゴールドマン ビル・ブラウン                                                | ホアキン・ロヨ＝マヨ ハイメ・フィヨル                                            | 10-8, 6-3                          |
| 1969年 | スタン・スミス ボブ・ルッツ                                                      | アーサー・アッシュ チャーリー・パサレル                                          | 6-3, 6-4                           |
| 1970年 | イリ・ナスターゼ イオン・ティリアック                                            | ボブ・ヒューイット フルー・マクミラン                                            | 6-3, 6-4                           |
| 1971年 | スタン・スミス エリック・バン・ディレン                                          | サンディ・マイヤー ロスコー・タナー                                              | 6-4, 6-4                           |
| 1972年 | ボブ・ヒューイット フルー・マクミラン                                            | ポール・ガーケン ハンフリー・ホセ                                                | 7-6, 6-4                           |
| 1973年 | ジョン・アレクサンダー フィル・デント                                            | ブライアン・ゴットフリート ラウル・ラミレス                                      | 1-6, 7-6, 7-6                      |
| 1974年 | シャーウッド・スチュワート ディック・デル                                        | ジム・デラニー ジョン・ウィットリンガー                                          | 4-6, 7-6, 6-2                      |
| 1975年 | クリフ・ドリスデール フィル・デント                                              | ホアキン・ロヨ＝マヨ マルセロ・ララ                                              | 7-6, 6-4                           |
| 1976年 | スタン・スミス エリック・バン・ディレン                                          | エディ・ディッブス ハロルド・ソロモン                                            | 6-1, 6-1                           |
| 1977年 | ジョン・アレクサンダー フィル・デント                                            | ボブ・ヒューイット ロスコー・タナー                                              | 6-3, 7-6                           |
| 1978年 | ジーン・マイヤー ラウル・ラミレス                                                | ブライアン・フェアリー イスマイル・エル・シャフェイ                              | 6-3, 6-3                           |
| 1979年 | イリ・ナスターゼ ブライアン・ゴットフリート                                      | スタン・スミス ボブ・ルッツ                                                      | 1-6, 6-3, 7-6                      |
| 1980年 | ブライアン・ティーチャー ブルース・マンソン                                      | ヴォイチェフ・フィバク イワン・レンドル                                          | 6-7, 7-5, 6-4                      |
| 1981年 | ジョン・マッケンロー ファーディ・テイガン                                        | スタン・スミス ボブ・ルッツ                                                      | 7-6, 6-3                           |
| 1982年 | ジョン・マッケンロー ピーター・フレミング                                        | マーク・エドモンドソン スティーブ・デントン                                      | 6-2, 6-3                           |
| 1983年 | ビクトル・アマヤ ティム・ガリクソン                                              | カルロス・キルメイヤー カシオ・モッタ                                            | 6-4, 6-3                           |
| 1984年 | フランシスコ・ゴンザレス マット・ミッチェル                                      | サンディ・マイヤー バラージュ・タロツィ                                          | 4-6, 6-3, 7-6                      |
| 1985年 | ステファン・エドベリ アンダース・ヤリード                                        | マッツ・ビランデル ヨアキム・ニーストロム                                        | 4-6, 6-2, 6-3                      |
| 1986年 | キム・ウォーウィック マーク・クラッツマン                                        | クリスト・ステイン ダニー・ヴィッサー                                            | 6-3, 6-4                           |
| 1987年 | ケン・フラック ロバート・セグソ                                                  | ジョン・フィッツジェラルド スティーブ・デントン                                  | 7-5, 6-3                           |
| 1988年 | リック・リーチ ジム・ピュー                                                      | ジム・グラブ パトリック・マッケンロー                                            | 6-2, 6-4                           |
| 1989年 | ケン・フラック ロバート・セグソ                                                  | ピーター・アルドリッチ ダニー・ヴィッサー                                        | 6-4, 6-4                           |
| 1990年 | ダレン・カーヒル マーク・クラッツマン                                            | ニール・ブロード ゲーリー・ミュラー                                              | 7-6, 6-2                           |
| 1991年 | ケン・フラック ロバート・セグソ                                                  | グラント・コネル グレン・ミチバタ                                                | 6-7, 6-4, 7-5                      |
| 1992年 | マーク・ウッドフォード トッド・ウッドブリッジ                                    | パトリック・マッケンロー ジョナサン・スターク                                    | 6-3, 1-6, 6-3                      |
| 1993年 | アンドレ・アガシ ペトル・コルダ                                                  | ステファン・エドベリ ヘンリク・ホルム                                            | 7-6, 6-4                           |
| 1994年 | アレックス・オブライエン サンドン・ストール                                      | ウェイン・フェレイラ マーク・クラッツマン                                        | 6-7, 6-3, 6-2                      |
| 1995年 | マーク・ウッドフォード トッド・ウッドブリッジ                                    | ダニエル・ネスター マーク・ノールズ                                              | 6-2, 3-0 途中棄権                  |
| 1996年 | ダニエル・ネスター マーク・ノールズ                                              | シリル・スーク サンドン・ストール                                                | 3-6, 6-3, 6-4                      |
| 1997年 | マーク・ウッドフォード トッド・ウッドブリッジ                                    | パトリック・ラフター マーク・フィリプーシス                                      | 7-6, 4-6, 6-4                      |
| 1998年 | ダニエル・ネスター マーク・ノールズ                                              | ファブリス・サントロ オリビエ・ドレートル                                        | 6-1, 2-1 途中棄権                  |
| 1999年 | ヨナス・ビョルクマン バイロン・ブラック                                          | マーク・ウッドフォード トッド・ウッドブリッジ                                    | 6-3, 7-6                           |
| 2000年 | マーク・ウッドフォード トッド・ウッドブリッジ                                    | リック・リーチ エリス・フェレイラ                                                | 7-6, 6-4                           |
| 2001年 | マヘシュ・ブパシ リーンダー・パエス                                              | マルティン・ダム デビッド・プリノジル                                            | 7-6, 6-3                           |
| 2002年 | ジェームズ・ブレーク トッド・マーティン                                          | マヘシュ・ブパシ マックス・ミルヌイ                                              | 7-5, 6-3                           |
| 2003年 | ボブ・ブライアン マイク・ブライアン                                              | ウェイン・アーサーズ ポール・ハンリー                                            | 7-5, 7-6                           |
| 2004年 | ダニエル・ネスター マーク・ノールズ                                              | ヨナス・ビョルクマン トッド・ウッドブリッジ                                      | 6-2, 3-6, 6-3                      |
| 2005年 | ヨナス・ビョルクマン マックス・ミルヌイ                                          | ウェイン・ブラック ケビン・ウリエット                                            | 7-6, 6-2                           |
| 2006年 | ヨナス・ビョルクマン マックス・ミルヌイ                                          | ボブ・ブライアン マイク・ブライアン                                              | 3-6, 6-3, [10-7]                   |
| 2007年 | ジョナサン・エルリック アンディ・ラム                                            | ボブ・ブライアン マイク・ブライアン                                              | 4-6, 6-3, [13-11]                  |
| 2008年 | ボブ・ブライアン マイク・ブライアン                                              | ジョナサン・エルリック アンディ・ラム                                            | 4-6, 7-6, [10-7]                   |
| 2009年 | ダニエル・ネスター ネナド・ジモニッチ                                            | ボブ・ブライアン マイク・ブライアン                                              | 3-6, 7-6, [15-13]                  |
| 2010年 | ボブ・ブライアン マイク・ブライアン                                              | マヘシュ・ブパシ マックス・ミルヌイ                                              | 6-3, 6-4                           |
| 2011年 | マヘシュ・ブパシ リーンダー・パエス                                              | ミカエル・ロドラ ネナド・ジモニッチ                                              | 7-6, 7-6                           |
| 2012年 | ロベルト・リンドステット ホリア・テカウ                                          | マヘシュ・ブパシ ロハン・ボパンナ                                                | 6-4, 6-4                           |
| 2013年 | ボブ・ブライアン マイク・ブライアン                                              | マルセル・グラノリェルス マルク・ロペス                                          | 6-4, 4-6, [10-4]                   |
| 2014年 | ボブ・ブライアン マイク・ブライアン                                              | バセク・ポシュピシル ジャック・ソック                                            | 6-3, 6-2                           |
| 2015年 | ダニエル・ネスター エドゥアール・ロジェ＝バセラン                                | マルチン・マトコフスキ ネナド・ジモニッチ                                        | 6-2, 6-2                           |
| 2016年 | イワン・ドディグ マルセロ・メロ                                                  | ジャン＝ジュリアン・ロイヤー ホリア・テカウ                                      | 7-6(7-5), 6-7(5-7), [10–6]         |
| 2017年 | ピエール＝ユーグ・エルベール ニコラ・マユ                                        | ジェイミー・マリー ブルーノ・ソアレス                                            | 7-6(8-6), 6-4                      |
| 2018年 | ジェイミー・マリー ブルーノ・ソアレス                                            | フアン・セバスティアン・カバル ロベルト・ファラ                                  | 4-6, 6-3, [10-6]                   |
| 2019年 | イワン・ドディグ フィリプ・ポラセック                                            | フアン・セバスティアン・カバル ロベルト・ファラ                                  | 4-6, 6-4, [10-6]                   |
| 2020年 | パブロ・カレーニョ・ブスタ アレックス・デミノー                                  | ジェイミー・マリー ニール・スクプスキ                                            | 6-2, 7-5                           |
| 2021   | Marcel Granollers Horacio Zeballos                                               | Steve Johnson Austin Krajicek                                                    | 7–6(7–5), 7–6(7–5)                 |
| 2022   | Rajeev Ram Joe Salisbury                                                         | Tim Pütz Michael Venus                                                           | 7–6(7–4), 7–6(7–5)                 |
| 2023   | Máximo González Andrés Molteni                                                   | Jamie Murray Michael Venus                                                       | 3–6, 6–1, [11–9]                   |
| 2024   | Marcelo Arévalo Mate Pavić                                                       | Mackenzie McDonald Alex Michelsen                                                | 6–2, 6–4                           |
| 2025   | Nikola Mektić Rajeev Ram                                                         | Lorenzo Musetti Lorenzo Sonego                                                   | 4–6, 6–3, [10–5]                   |

- 注：1945年、エルウッド・クックは妻のサラ・ポールフリー・クックとともに男子ダブルスに出場した。ポールフリーの国際テニス殿堂評伝にも説明があり、「戦時中のため、男子選手が危機的なほど少なくなったので、サラは夫とともにシンシナティの男子ダブルスに出場した」と記載されている。
hof_id=232

### 女子ダブルス
| 年            | 優勝者                                                                                         | 準優勝者                                                                                       | スコア                                |
| ------------- | ---------------------------------------------------------------------------------------------- | ---------------------------------------------------------------------------------------------- | ------------------------------------- |
| 1899年        | マートル・マカティアー ジュリエット・アトキンソン                                              | ワイノナ・クロスターマン ジュリア・ドハティー                                                  | 6-1, 6-2, 6-3                         |
| 1900年        | マートル・マカティアー モード・バンクス                                                        | ワイノナ・クロスターマン モーディ・ハント                                                      | 6-1, 6-0                              |
| 1901年        | ジュリエット・アトキンソン マリオン・ジョーンズ                                                | ワイノナ・クロスターマン リリー・ウィルシャー                                                  | 3-6, 7-9, 6-3, 9-7, 6-2               |
| 1902年        | ハリー・チャンプリン モード・バンクス                                                          | ワイノナ・クロスターマン キャリー・ニーリー                                                    | 6-2, 7-5                              |
| 1903年        | ワイノナ・クロスターマン キャリー・ニーリー                                                    | マートル・マカティアー マリー・ワイマー                                                        | 6-3, 8-6                              |
| 1904年        | マートル・マカティアー マリー・ワイマー                                                        | ワイノナ・クロスターマン キャリー・ニーリー                                                    | 6-3, 6-4                              |
| 1905年        | マートル・マカティアー ヘレン・ホーマンズ                                                      | メイ・サットン ルラ・ベルデン                                                                  | 6-1, 6-3                              |
| 1906年        | メイ・サットン マージョリー・ドッド                                                            | フローレンス・サットン ルラ・ベルデン                                                          | 6-3, 3-6, 6-3                         |
| 1907年        | マーサ・キンゼイ ルース・コーウィング                                                          | アデル・クルース ナタリー・ブリード                                                            | 6-1, 6-3                              |
| 1908年        | マーサ・キンゼイ マージョリー・ドッド                                                          | アデル・クルース ドロシー・ケロッグ                                                            | 6-4, 6-3                              |
| 1909年        | マーサ・キンゼイ アデル・クルース                                                              | エディット・ハンナム ジュリアス・フリーバーグ                                                  | 6-4, 7-5                              |
| 1910年        | マーサ・キンゼイ ヘレン・マクローリン                                                          | ミリアム・スティーバー ジェーン・クレーブン                                                    | 1-6, 6-4, 6-3                         |
| 1911年        | ルース・サンダース ヘレン・ラッターマン                                                        | エディット・エマーソン マーディ・ハント                                                        | 6-1, 6-0                              |
| 1912年        | メアリー・ブラウン ルイーズ・モイズ                                                            | メイ・サットン グスタブ・タッチャード夫人                                                      | 6-3, 6-3                              |
| 1913年        | レア・フェアボーン ヘレン・マクローリン                                                        | マージョリー・ドッド エリザベス・クレネイ                                                      | 6-4, 6-4                              |
| 1914年        | 部門実施なし                                                                                   | 部門実施なし                                                                                   | 部門実施なし                          |
| 1915年        | モーラ・ビュルステット キャリー・ニーリー                                                      | ルース・サンダース マルコム・マクニール夫人                                                    | 6-1, 6-0                              |
| 1916年        | マーサ・ガスリー マーサ・エリス                                                                | マルグリット・デービス マージョリー・ハイアズ                                                  | 6-3, 8-6                              |
| 1917年-1919年 | 部門実施なし （注：1918年は開催中止）                                                          | 部門実施なし （注：1918年は開催中止）                                                          | 部門実施なし （注：1918年は開催中止） |
| 1920年        | ルース・キング ボビー・エッシュ                                                                | ルース・コーズ ミルドレッド・ラスク                                                            | 6-8, 11-9, 6-3                        |
| 1921年-1926年 | 部門実施なし （注：1921年は開催中止）                                                          | 部門実施なし （注：1921年は開催中止）                                                          | 部門実施なし （注：1921年は開催中止） |
| 1927年        | クララ・ルイーズ・ジンケ オルガ・ストラシャン                                                  | マリオン・レイトン ルース・リーゼ                                                              | 7-5, 6-1                              |
| 1928年        | クララ・ルイーズ・ジンケ ルース・オークスマン                                                  | ベティ・ダッフィー ルース・リーゼ                                                              | 6-0, 7-5                              |
| 1929年        | 部門実施なし                                                                                   | 部門実施なし                                                                                   | 部門実施なし                          |
| 1930年        | クララ・ルイーズ・ジンケ ルース・オークスマン                                                  | バーバラ・ダッフィー ルース・リーゼ                                                            | 6-0, 6-2                              |
| 1931年        | クララ・ルイーズ・ジンケ ルース・オークスマン                                                  | バーバラ・ダッフィー ジョセフィン・グレイ                                                      | 5-7, 6-2, 6-3                         |
| 1932年        | クララ・ルイーズ・ジンケ ルース・オークスマン                                                  | ドロシー・ワイゼル・ハック ヘレン・フルトン                                                    | 6-2, 1-6, 6-4                         |
| 1933年        | エリザベス・ケスティング / ヘレン・フルトン vs クララ・ルイーズ・ジンケ / ルース・オークスマン | エリザベス・ケスティング / ヘレン・フルトン vs クララ・ルイーズ・ジンケ / ルース・オークスマン | 6-2, 1-6, 雨天中止                    |
| 1934年        | エリザベス・ケスティング ヘレン・フルトン                                                      | エスター・バートッシュ マリアン・ハント                                                        | 0-6, 6-3, 7-7 雨天中止                |
| 1935年        | 開催中止                                                                                       | 開催中止                                                                                       | 開催中止                              |
| 1936年        | キャサリン・ウルフ エドナ・スミス                                                              | ジョセフィン・グレイ リラ・ポーター                                                            | 6-3, 6-4                              |
| 1937年        | ジョセフィン・グレイ ジェーン・ワーグナー                                                      | クララ・ルイーズ・ジンケ モニカ・ノーラン                                                      | 7-5, 6-4                              |
| 1938年        | バージニア・ウォルフェンデン パトリシア・カニング                                              | マルタ・バーネット モニカ・ノーラン                                                            | 0-6, 8-6, 6-2                         |
| 1939年        | キャサリン・ウルフ モニカ・ノーラン                                                            | ジョセフィン・グレイ ジェーン・ワーグナー                                                      | 6-4, 6-1                              |
| 1940年        | アリス・マーブル メアリー・アーノルド                                                          | メアリー・ハードウィック ニーナ・ブラウン                                                      | 7-5, 6-4                              |
| 1941年        | ジェーン・スタントン バーバラ・ブラッドリー                                                    | ドリス・ハート ネリー・シアー                                                                  | 6-4, 4-6, 12-10                       |
| 1942年        | キャサリン・ウルフ ペギー・ウェルシュ                                                          | モニカ・ノーラン ジェーン・ワーグナー                                                          | 6-3, 6-0                              |
| 1943年        | ポーリーン・ベッツ ナンシー・コーベット                                                        | キャサリン・ウルフ ジェーン・ワーグナー                                                        | 6-3, 9-7                              |
| 1944年        | ドロシー・バンディ メアリー・アーノルド                                                        | ポーリーン・ベッツ グロリア・トンプソン                                                        | 6-3, 6-2                              |
| 1945年        | ドロシー・バンディ サラ・ポールフリー・クック                                                  | シャーリー・フライ メアリー・アーノルド                                                        | 6-3, 6-3                              |
| 1946年        | シャーリー・フライ メアリー・アーノルド                                                        | バージニア・コバックス バーバラ・スコフィールド                                                | 6-3, 6-4                              |
| 1947年        | マルタ・バーネット ローズマリー・バック                                                        | メルセデス・ルイス ナンシー・コーベット                                                        | 6-4, 6-2                              |
| 1948年        | ドロシー・ヘッド マグダ・ルラック                                                              | ベティ・ローゼンクイスト マーガレット・バーナー                                                | 3-6, 6-4, 6-2                         |
| 1949年        | ナンシー・モリソン マグダ・ルラック                                                            | キャスリーン・マルコム バーバラ・ベッケル                                                      | 6-2, 6-4                              |
| 1950年        | ベバリー・ベーカー マグダ・ルラック                                                            | ジーン・アース シャーリー・アース                                                              | 6-3, 6-1                              |
| 1951年        | ドロシー・ヘッド パトリシア・カニング・トッド                                                  | スー・ハー マグダ・ルラック                                                                    | 6-2, 6-3                              |
| 1952年        | アニタ・カンター ジョーン・メルシアディス                                                      | ルイーズ・キーリー サラ・メイ・ターバー                                                        | 6-4, 6-1                              |
| 1953年        | アニタ・カンター テルマ・コイン・ロング                                                        | ローラ・クンネン ジョーン・メルシアディス                                                      | 7-5, 6-2                              |
| 1954年        | パット・スチュワート エセル・ノートン                                                          | ジュリアナ・コープランド サラ・メイ・ターバー                                                  | 6-4, 6-2                              |
| 1955年        | カロル・ファゲロス / ミミ・アーノルド vs ヨラ・ラミレス / サラ・メイ・ターバー                 | カロル・ファゲロス / ミミ・アーノルド vs ヨラ・ラミレス / サラ・メイ・ターバー                 | 試合なし                              |
| 1956年        | カロル・ファゲロス ジャネット・ホップス                                                        | ヨラ・ラミレス ジュリアナ・コープランド                                                        | 9-7, 6-4                              |
| 1957年        | ルイーズ・フェリックス マルガレータ・ボンストロム                                              | リンダ・ベイル パット・ノード                                                                  | 7-5, 6-1                              |
| 1958年        | マリリン・モンゴメリー マルタ・ヘルナンデス                                                    | グウィン・トーマス サラ・メイ・ターバー                                                        | 6-3, 5-7, 6-0                         |
| 1959年        | マリリン・モンゴメリー マリー・マーティン                                                      | キャロル・ループ スーザン・バット                                                              | 6-4, 6-1                              |
| 1960年        | ユスチナ・ブリッカ キャロル・ハンクス                                                          | リンダ・ネイン ファレル・フットマン                                                            | 6-3, 6-4                              |
| 1961年        | キャロル・コールドウェル キャシー・ゲーゲル                                                    | リン・ヘインズ ピーチー・ケルメイヤー                                                          | 6-4, 8-6                              |
| 1962年        | ロバータ・アリソン マリー・ハビクト                                                            | トーリー・フレッツ カロリン・ロジャース                                                        | 7-5, 8-6                              |
| 1963年        | ロバータ・アリソン リンダ・ルー・クロスビー                                                    | バージニア・ブラウン カロリン・ロジャース                                                      | 6-4, 4-6, 6-2                         |
| 1964年        | ブレンダ・ナンズ フェイ・アーバン                                                              | ジーン・ダニロビッチ キャシー・ゲーゲル                                                        | 6-1, 7-9, 6-2                         |
| 1965年        | ロバータ・アリソン ステファニー・デフィーナ                                                    | マーミー・フライ ジンジャー・プファイファー                                                    | 6-4, 6-2                              |
| 1966年        | ピーチズ・バルトコビッツ ピーチー・ケルメイヤー                                                | ベッキー・ベスト パッツィー・リッピー                                                          | 6-1, 6-4                              |
| 1967年        | ピーチズ・バルトコビッツ パッツィー・リッピー                                                  | ピクシー・ラム マリリン・アシュナー                                                            | 6-3, 6-0                              |
| 1968年        | エミリー・バーラー リンダ・トゥエロ                                                            | ペギー・ミシェル キャロル・ゲイ                                                                | 6-2, 6-3                              |
| 1969年        | バレリー・ジーゲンフス ケリー・ハリス                                                          | エミリー・バーラー パム・リッチモンド                                                          | 6-3, 9-7                              |
| 1970年        | ロージー・カザルス ゲイル・シェリフ                                                            | ヘレン・グーレイ パトリシア・ウォークデン                                                      | 12-10, 6-1                            |
| 1971年        | ヘレン・グーレイ ケリー・ハリス                                                                | ゲイル・シェリフ ウィニー・ショー                                                              | 6-4, 6-4                              |
| 1972年        | マーガレット・スミス・コート イボンヌ・グーラゴング                                            | ブレンダ・カーク パット・プレトリウス                                                          | 6-4, 6-1                              |
| 1973年        | イラナ・クロス パット・プレトリウス                                                            | イボンヌ・グーラゴング ジャネット・ヤング                                                      | 7-6, 3-6, 6-2                         |
| 1974年-1987年 | 女子部門実施なし                                                                               | 女子部門実施なし                                                                               | 女子部門実施なし                      |
| 1988年        | ベス・ハー キャンディ・レイノルズ                                                              | リンゼイ・バートレット ヘレン・ケレシ                                                          | 4-6, 7-6, 6-1                         |
| 1989年-2003年 | 女子部門実施なし                                                                               | 女子部門実施なし                                                                               | 女子部門実施なし                      |
| 2004年        | ジル・クレイバス マルレーネ・ワインガルトナー                                                  | エマヌエル・ガグリアルディ アンナ＝レナ・グローネフェルト                                      | 7-5, 7-6                              |
| 2005年        | ローラ・グランビル アビゲイル・スピアーズ                                                      | クベタ・ペシュケ マリア・エミリア・サレルニ                                                    | 3-6, 6-2, 6-4                         |
| 2006年        | マリア・エレナ・カメリン ヒセラ・ドゥルコ                                                      | マルタ・ドマホフスカ サニア・ミルザ                                                            | 6-4, 3-6, 6-2                         |
| 2007年        | ベサニー・マテック サニア・ミルザ                                                              | アリーナ・イドコワ タチアナ・ポウチェク                                                        | 7-6, 7-5                              |
| 2008年        | ナディア・ペトロワ マリア・キリレンコ                                                          | 謝淑薇 ヤロスラワ・シュウェドワ                                                                | 4-6, 6-3, [10-8]                      |
| 2009年        | カーラ・ブラック リーゼル・フーバー                                                            | ヌリア・リャゴステラ・ビベス マリア・ホセ・マルティネス・サンチェス                            | 6-3, 0-6, [10-2]                      |
| 2010年        | ビクトリア・アザレンカ マリア・キリレンコ                                                      | リサ・レイモンド レネ・スタブス                                                                | 7-6, 7-6                              |
| 2011年        | バニア・キング ヤロスラワ・シュウェドワ                                                        | ナタリー・グランディン ブラディミラ・ウーリロバ                                                | 6-4, 3-6, [11-9]                      |
| 2012年        | アンドレア・フラバーチコバ ルーシー・ハラデツカ                                                | カタリナ・スレボトニク 鄭潔                                                                    | 6-1, 6-3                              |
| 2013年        | 謝淑薇 彭帥                                                                                    | アンナ＝レナ・グローネフェルト クベタ・ペシュケ                                                | 2-6, 6-3, [12-10]                     |
| 2014年        | ラケル・コップス＝ジョーンズ アビゲイル・スピアーズ                                            | ティメア・バボシュ クリスティナ・ムラデノビッチ                                                | 6-1, 2-0 途中棄権                     |
| 2015年        | 詹詠然 詹皓晴                                                                                  | ケーシー・デラクア ヤロスラワ・シュウェドワ                                                    | 6-4, 7-5                              |
| 2016年        | サニア・ミルザ バルボラ・ストリコバ                                                            | マルチナ・ヒンギス ココ・バンダウェイ                                                          | 7-5, 6-4                              |
| 2017年        | 詹詠然 マルチナ・ヒンギス                                                                      | 謝淑薇 モニカ・ニクレスク                                                                      | 4-6, 6-4, [10-7]                      |
| 2018年        | ルーシー・ハラデツカ エカテリーナ・マカロワ                                                    | エリーズ・メルテンス デミ・シュールス                                                          | 6-2, 7-5                              |
| 2019年        | ルーシー・ハラデツカ アンドレア・クレパック                                                    | アンナ＝レナ・グローネフェルト デミ・シュールス                                                | 6-4, 6-1                              |
| 2020年        | クベタ・ペシュケ デミ・シュールス                                                              | ニコール・メリチャー 徐一璠                                                                    | 6-1, 4-6, [10-4]                      |
| 2021年        | サマンサ・ストーサー Zhang Shuai                                                               | Gabriela Dabrowski Luisa Stefani                                                               | 7–5, 6–3                              |
| 2022年        | Lyudmyla Kichenok Jeļena Ostapenko                                                             | Nicole Melichar-Martinez エレン・ペレス                                                        | 7–6(7–5), 6–3                         |
| 2023年        | Alycia Parks Taylor Townsend                                                                   | Nicole Melichar-Martinez エレン・ペレス                                                        | 6–7(1–7), 6–4, [10–6]                 |
| 2024年        | Asia Muhammad Erin Routliffe                                                                   | Leylah Fernandez Yulia Putintseva                                                              | 3–6, 6–1, [10–4]                      |
| 2025          | Gabriela Dabrowski Erin Routliffe (2)                                                          | Guo Hanyu Alexandra Panova                                                                     | 6–4, 6–3                              |

### 混合ダブルス
| 年     | 優勝者                                        | 準優勝者                                      | スコア         |
| ------ | --------------------------------------------- | --------------------------------------------- | -------------- |
| 1899年 | ロバート・ミッチェル ワイノナ・クロスターマン | ジョン・ハモンド モード・バンクス             | 結果残存せず   |
| 1900年 | 部門実施なし                                  | 部門実施なし                                  | 部門実施なし   |
| 1901年 | レイモンド・リトル マリオン・ジョーンズ       | クレイ・コリンズ キャリー・ニーリー           | 6-2, 6-2       |
| 1902年 | アーネスト・ディール ワイノナ・クロスターマン | ウィリアム・ハント リリー・ウィルシャー       | 9-7, 6-2       |
| 1903年 | ナット・エマーソン キャリー・ニーリー         | アーネスト・ディール ワイノナ・クロスターマン | 6-2, 1-6, 10-8 |
| 1904年 | ロバート・ルロイ ワイノナ・クロスターマン     | T・W・スティーブンス マートル・マカティアー   | 6-3, 6-4       |
| 1905年 | レイモンド・リトル メイ・サットン             | ロバート・ルロイ ヘレン・ホーマンズ           | 7-5, 7-5       |
| 1906年 | A・C・ウェイ メイ・サットン                   | ジョシア・ベルデン フローレンス・サットン     | 7-5, 6-2       |
| 1907年 | アービング・ライト メイ・サットン             | ロバート・ルロイ マージョリー・ドッド         | 不戦勝         |
| 1908年 | カール・リトル ヘレン・マクローリン           | ウィリアム・ホップル マーサ・キンゼイ         | 6-3, 6-4       |
| 1909年 | リンカーン・ミッチェル エディット・ハンナム   | ナット・ソーントン ルイーズ・ルート           | 6-3, 6-2       |
| 1910年 | トラックス・エマーソン ジェーン・クレーブン   | リンカーン・ミッチェル マーサ・キンゼイ       | 6-1, 6-3       |
| 1914年 | J・C・マックレル I・W・ピュー夫人             | アルブレヒト・キップ キャサリン・ブラウン     | 6-2, 6-1       |
| 1931年 | カール・カムラス クララ・ルイーズ・ジンケ     | ギルバート・ホール ジョセフィン・グレイ       | 7-5, 6-3       |
| 1942年 | ビル・ボーグト ペギー・ウェルシュ             | ギルバート・ホール キャサリン・ウルフ         | 3-6, 6-2, 6-1  |